# Alexander Craig Aitken
Alexander Craig Aitken (Új-Zéland, Dunedin, 1895. április 1. – Skócia, Edinburgh, 1967. november 3.) új-zélandi matematikus.

## Életpályája
A skóciai Edinburgh Egyetem hallgatója volt, majd élete legnagyobb részét is itt töltötte. Fiatal korában atlétabajnok volt. Briliáns memóriával rendelkezett. A pí első 700 – más források szerint 2000 – jegyét fejből tudta. A 20-as években laboratóriumi kísérletekben letesztelték: a 987 654 321 és 123 456 789 számokat 13 másodperc alatt helyesen összeszorozta. Továbbá a 4/47 tört értékét 26 jegy pontossággal megadta, mindössze 4 másodperc alatt.
Speciális agyműködésének köszönhette azt is, hogy az első világháború borzalmait, amelyeknek szemtanúja volt, sohasem tudta elfelejteni. Emiatt visszatérő depresszió gyötörte egész életén át. A Royal Society of Literature 1964-ben taggá választotta háborús visszaemlékezéseinek megírását jutalmazva.
Kiváló zenész hírében állt.

## Emlékezete
1995-ben, születésének századik évfordulóján évente kiosztandó Aitken-díjat alapított az Új-zélandi Matematikai Társaság.

## Kutatási területe
Kutatási területe a numerikus módszerek, algebra (determinánsok, szimmetrikus csoportok), statisztika, sajátérték-problémák, számítási algoritmusok voltak.